# Ralph Stackpole
Ralph Ward Stackpole (1er mai 1885 - 10 décembre 1973) est un sculpteur, peintre, muraliste, graveur et professeur d'art américain. Il fut un des artistes les plus connus de San Francisco dans les années 1920 et 1930. Ralph Stackpole s'est engagé dans le mouvement du réalisme social, notamment durant la Grande Dépression. Il faisait alors partie du Federal Art Project de la Work Projects Administration et de la section de la peinture et de la sculpture du département du Trésor. Ralph Stackpole a été chargé d'inciter l'architecte Timothy L. Pflueger à convaincre le muraliste mexicain Diego Rivera de venir à San Francisco pour travailler à la Bourse de San Francisco et à sa tour de bureaux attenante en 1930. Son fils Peter Stackpole est devenu un photojournaliste renommé.

## Début de carrière
Le père de Ralph Stackpole est mort très tôt dans un accident du travail , ce qui l'obligea à travailler très jeune comme ouvrier pour subvenir à ses besoins et à ceux de sa mère. En 1903, il avait seize ans quand il est allé à San Francisco pour étudier à la San Francisco Art Institute (devenue aujourd'hui la San Francisco Art Institute) ; il a été fortement influencé par Arthur Frank Mathews, muraliste et peintre dans cette l'école. Il a connu la peintre Helen Arnstein (plus tard Helen Salz) alors qu'ils étaient tous deux adolescents, elle est devenue sa première petite amie. Arnstein, la fille de riches amateurs d'art juifs et l'aînée d'un an de Stackpole, l'a décrit comme « un dessinateur remarquable » qui peignait et dessinait constamment. Plus que son sens de la couleur, c'est sa précision dans le trait qui l'impressionnait le plus. Ralph Stackpole a perfectionné son art en travaillant avec des artistes du Montgomery Block (surnommé de façon amusante Monkey Block). C'était un lieu de rencontre bohème qui comportait des studios de peinture et de sculpture. Après le tremblement de terre de San Francisco de 1906, il bénéficia d'une bourse de 200 $ (55 800 $ en valeur actuelle) pour se rendre en France et suivre la classe d'Antonin Mercié à l'école des Beaux-Arts de Paris entre 1906 et 1908 ; il exposa au Salon de 1910. C'est à Paris qu'il se lia d'amitié avec le peintre Diego Rivera. Il a peint dans la période de Robert Henri à New York en 1911.

## Période californienne
Ralph Stackpole retourna à San Francisco en 1912 et épousa Adele Barnes. Cette étudiante de deux mois sa cadette suivait le cours d'art de Xavier Martinez ; ce fut l'une des premières diplômées de la California Academy of Arts and Crafts. Adele Stackpole avait la réputation d'être une perfectionniste, elle était connue pour la précision de ses gravures d'ex-libris mais aussi pour ses exigences dans sa relation aux autres. Ils eurent un fils qui naquit le 15 juin 1913 à San Francisco et qu'ils nommèrent Peter.
Ralph Stackpole faisait partie du groupe qui fonda la California Society of Etchers (CSE). Les trois autres membres étaient Robert B. Harshe, graveur et professeur d'art à l'Université de Stanford, Pedro Lemos, graveur et professeur à l'Institut d'art de San Francisco, et l'Italo-américain Gottardo Piazzoni, peintre, muraliste et maître de Stackpole en France. Le CSE a exposé deux fois en 1913. En seulement deux ans, il a atteint le nombre de 78 artistes et cinq associés et, en 1926, il comptait 46 artistes membres et 156 membres associés. Le CSE a fusionné quelques décennies plus tard avec un autre groupe d'artistes pour former la California Society of Printmakers.

### L'exposition internationale Panama-Pacifique

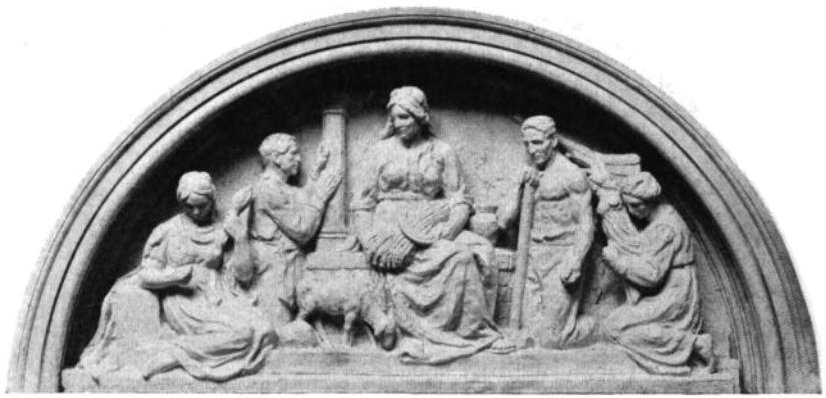
Tympan du Palace of Varied Industries : Le Textile, l'Architecture, l'Agriculture, le Travail de force et le Commerce (1915)

À la même époque, Ralph Stackpole fut chargé de sculpter des éléments décoratifs architecturaux pour l'Exposition universelle de 1915. Cette importante mission lui demanda deux ans de travail avec l'aide de ses assistants. Pour réaliser le grand portail d'entrée du Palace of Varied Industries, il réalisa une copie de l'entrée principale de l'Hospice de Santa Cruz de Tolède, en Espagne. La démarche de Stackpole a consisté à remplacer les représentations de saints catholiques par des allégories de l'industrie. Les œuvres réalisées pour le Palace of Varied Industries comprenaient Man with a pick, Tympanum group of Varied Industries, New World Receiving Burdens of Old, Keystone figure et Power of Industry. L'artiste a également sculpté des personnages de Thought sur les colonnes flanquant les demi-dômes de la façade ouest du Palace Group. Au Palais des Beaux-Arts, Stackpole a réalisé la Vénus agenouillée sur l'Autel de l'Inspiration. Les visiteurs souhaitant admirer la  Vénus étaient tenus à environ 50 mètres en arrière sur une lagune artificielle.

### Le tournant moderne
Ralph Stackpole retourna en France en 1922 en compagnie de sa famille et de l'artiste Gottardo Piazzoni ; il inscrivit son fils âgé de neuf ans à l'École alsacienne, une école privée à Paris. Les deux artistes souhaitaient s'imprégner des dernières tendances artistiques d'Europe ; ils rencontrèrent Diego Rivera . Une fois en France, le mariage de Stackpole ne tarda pas à s'effondrer. En 1923, il repartit vivre dans la région de San Francisco avec Francine Mazen, surnommée « Ginette », une artiste et mannequin française âgée de 24 ans. Sa femme et son fils sont revenus s'installer à Oakland à la fin de l'année scolaire. Après avoir obtenu le divorce, Ralph Stackpole épousa Ginette au Mexique.
Fin 1923, Stackpole et Piazzoni ont organisé une grande exposition artistique. Il s'agissait de la première exposition d'art de grande taille à San Francisco depuis 1915 ; la précédente Exposition internationale Panama-Pacific n'avait pas suscité un grand engouement auprès des artistes. L'évènement eut lieu au Polk Hall du Civic Auditorium, il était accompagné par une exposition d'estampes qui présentait des œuvres de Gauguin et de Matisse. La critique et auteure Laura Bride Powers jugea que l'événement était décevant car il ne présentait que des «exemples discrets» d'artistes de premier plan et ne montrait aucune œuvre de l'avant-garde, de Picasso ou du mouvement dadaïste.
En 1926, Stackpole livra la fontaine William A. Coleman à la ville de Sacramento. C'était une œuvre moderne installée au centre de l'actuel Parc Cesar Chavez, elle célébrait l'achèvement par la ville d'un ambitieux projet de filtration de l'eau,. Cette même année, Stackpole s'est rendu à Mexico pour voir Rivera à l’œuvre sur un projet de 124 fresques dans la cour du Secrétariat de l'éducation publique. Il rapporta un petit tableau de Rivera et l'offrit à William Gerstleau, le président de la Commission des arts de San Francisco. Celui-ci ne fut pas très emballé par l'œuvre. Il fallut plusieurs années à Ralf Stackpole pour réussir à faire travailler Rivera en Californie.
Stackpole accepta de devenir professeur à la California School of Fine Arts (aujourd'hui le San Francisco Art Institute). Il y restera pendant près de vingt ans. Dorr Bothwell, qui avait étudié la sculpture avec Stackpole alors qu'il était chef du département de sculpture, racontait qu'il avait des préjugés sexistes.

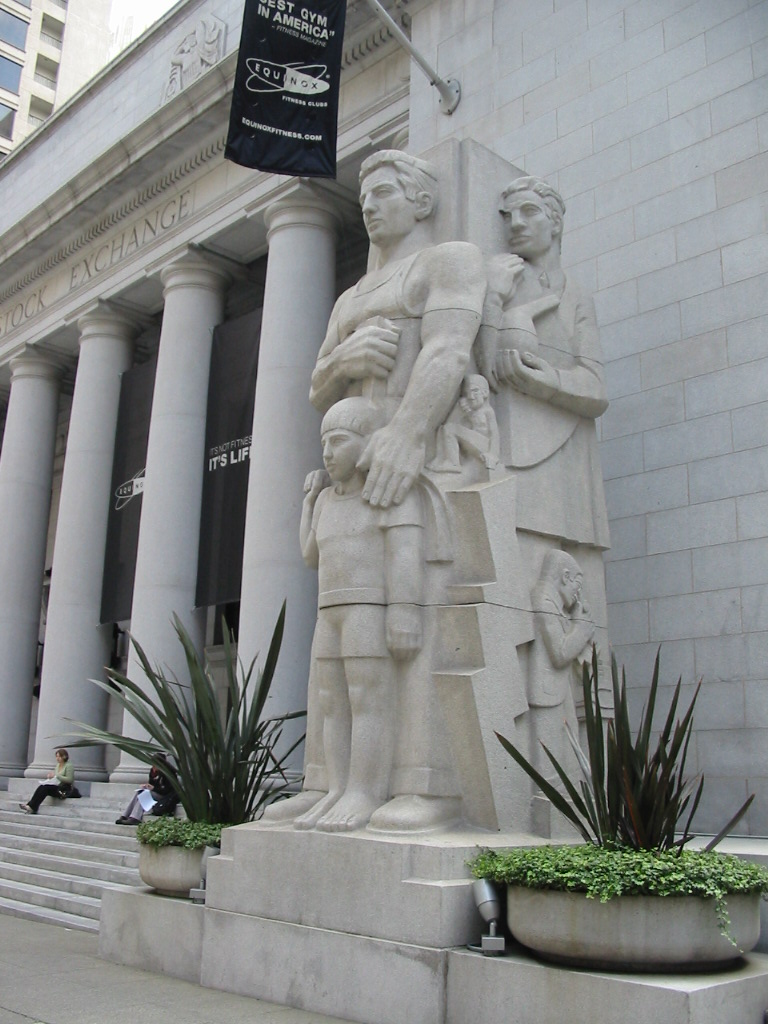
L'Industrie (1932) installée à droite de l'ancien bâtiment de la Bourse de San Francisco.

En 1929, le poète Kenneth Rexroth a écrit au sujet de Stackpole : « Il connaissait tous les habitants de tous les coins de la ville… et il les emmenait là où il voulait » . Le bel atelier que Stackpole avait à San Francisco se situait au 716 rue Montgomery (à côté du Montgomery Block). Il a servi de siège social pour la communauté d'artistes de San Francisco. La photographe Dorothea Lange y loua un atelier à l'étage en 1926 et les deux artistes Helen Clark et Otis Oldfield s'y marièrent la même année. Maynard Dixon, le mari de Lange, avait son atelier juste à côté, les deux familles étaient très proches (les deux hommes étaient membres du Bohemian Club).
Tout au long des années 1930, Stackpole a régulièrement travaillé avec l'architecte Timothy Pflueger. En 1929, quand les deux hommes se sont rencontrés, Ralph Stackpole était chargé de sélectionner les artistes qui devaient exécuter et développer le projet initial de Pflueger sur la Bourse de San Francisco et sur sa tour attenante (notamment le Luncheon Club dans les étages supérieurs de la tour). À propos de cette expérience, Stackpole a déclaré « Les artistes ont été conquis dès le début par le projet. Convoqués en réunion, ils ont endossé avec fierté la charge de le mener à bien ». Dans l'entrée de la tour de Sansome Street, Stackpole et son équipe ont utilisé un échafaudage pour sculpter dans la pierre en taille directe les personnages héroïques. Une fois le bâtiment terminé, Stackpole a enfin réussi à obtenir une commande pour Rivera. Pflueger s'était convaincu que Rivera était le muraliste idéal pour la décoration du mur et du plafond de l'escalier du Stock Exchange Club. Ce choix a été controversé car les convictions politiques de gauche de Rivera étaient opposées à celle de la fondation capitaliste de la Bourse. Dans sa fresque, Rivera a représenté Peter, le fils de Stackpole, tenant dans ses mains un modèle réduit d'avion.
Pendant son séjour, Rivera et sa femme Frida Kahlo ont vécu et travaillé à l'atelier. Ils sont ainsi devenus amis pour la vie avec Stackpole et Ginette. Ils ont rencontré la championne de tennis Helen Wills Moody, une passionnée de peinture, qui a rapidement accepté de poser pour Rivera dans l'atelier. Le voisin Dixon et l'aquafortiste Frank Van Sloun, voyant qu'on donnait de l'argent américain à Rivera, organisèrent une protestation contre l'artiste communiste. Cependant, Dixon et Van Sloun s'arrêtèrent bien vite car ils constatèrent que le petit monde des arts de San Francisco et les mécènes proches de Stackpole étaient conquis par Rivera. Ils ne pouvaient pas contrarier ces gens dont ils avaient besoin pour soutenir leurs propres projets artistiques.
En 1931, Stackpole s'est associé à d'autres artistes pour réaliser la décoration du Paramount Theatre d'Oakland, un chef-d'œuvre Art déco de l'architecte Pflueger. Un bas-relief représentant des chevaux, des vagues et une figure ailée centrale a été installé sur l'arche de l'avant-scène. L’œuvre, recouverte de  feuille de métal doré, a été conçue conjointement par Stackpole et Robert Boardman Howard. Pflueger était un chef de projet remarquable. Stackpole a précisé plus tard son influence : « C'était bien le patron, comme un architecte devrait l'être ;... Il faisait intervenir chaque élément comme le fait un chef d'orchestre symphonique ... Il n'y avait pas une serrure, une moulure ou une fenêtre qu'il n'ait inspectée avec la plus grande minutie et le plus grand soin, tant pour les dessins que pour leur intégration dans le bâtiment ».
En 1932, Stackpole a travaillé dix mois sur une œuvre monumentale installée à l'entrée de la Bourse : un homme et une femme figurant l'agriculture faisant face à l'industrie. Les formes humaines arrondies des sculptures révèlent l'influence de Rivera. Pour tailler les 14 tonnes de granit de Yosemite, le sculpteur a dû se protéger avec un masque et des lunettes. La cérémonie d'inauguration a eu lieu dans le froid du réveillon du Nouvel An, en présence du maire Angelo Rossi, de Stackpole, de Pflueger et des assistants en blouses.
Un jour de 1930, Ralph Stackpole et son fils Peter rendirent visite au photographe Edward Weston qui vivait à Carmel. Les deux hommes passèrent la journée à discuter de l'art de la photographie. Ils devisèrent sur la différence entre « faire » et « prendre » une photo et sur les notions « d'intention et de hasard ». Cette longue conversation ainsi que l'exposition de 1932 du groupe f/64 sont à l'origine de la conception originale de l'art photographique pour Peter Stackpole.
En juillet 1933, Stackpole termina les dessins d'un projet qui devait s'insérer sur le côté ouest de l'ancrage central du Bay Bridge de San Francisco. Cette œuvre en béton devait s'élever à 60 m au-dessus de l'eau. Sur la plus grande partie de cette hauteur, il aurait figuré le torse nu d'un homme solidement campé entre les deux travées suspendues. Malheureusement, Arthur Brown, Jr., le collaborateur de Pflueger pour le projet Bay Bridge, trouva que l'échelle démesurée du monument aurait déprécié l'ouvrage d'art. L'ingénieur Ralph Modjeski souscrivit à cette opinion et déclara :  « La sculpture gigantesque qui est proposée pour l'ancrage central n'est pas adaptée à un ouvrage de ce type et ne s'harmonise pas avec l'ancrage de l'autre extrémité ». Le projet de Stackpole fut abandonné et laissa place à une simple dalle en béton coulé.
Entre 1933 et 1934, Stackpole réalisa des peintures murales pour la Coit Tower dans le cadre d'un programme du Public Works of Art Project. Plusieurs d'entre elles furent exécutées dans un style rappelant celui de Rivera ; Stackpole fut représenté personnellement dans cinq d'entre elles. Dans une des représentations, on le voit lisant un journal annonçant la destruction d'une peinture murale de Rivera à New York.
En 1937, Stackpole reçut la commande d'une sculpture qui devait représenter John Wesley Powell, l'explorateur du fleuve Colorado. Elle devait être exposée dans le bâtiment du département de l'Intérieur des États-Unis et devait être accompagnée d'une représentation de l'expédition Lewis et Clark par Heinz Warneke. Quand Warneke apprit que Stackpole prévoyait de situer son personnage sur l'eau, il décida de situer ceux de Lewis et Clark sur la terre. Stackpole et Warneke livrèrent leurs bas-reliefs en 1940. Les deux panneaux ont été installés de part et d'autre de la scène de l'auditorium de l'immeuble.
L'une des toiles les plus remarquables de Stockpole est le tableau nommé Dispossessed. Cette œuvre d'une grande puissance est exposée à Washington au Smithsonian.
On retiendra que, dans les années 1930, Stackpole a fortement œuvré pour diffuser sur la côte ouest les arts traditionnels du Mexique, des peuples premiers d'Amérique, des îles du Pacifique et de toute l'Asie.

### La révérence

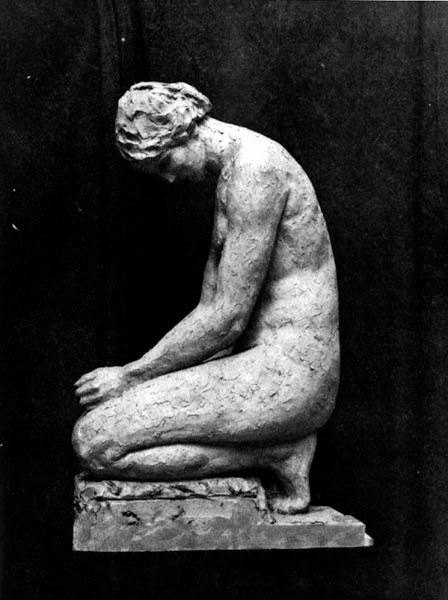
Version originale de Révérence (1915)

Le président des États-Unis Franklin Delano Roosevelt avait été très impressionné par la sculpture Reverence que Stackpole avait faite pour l'exposition universelle de 1915. En 1938 il s'est rapproché de l'artiste pour savoir ce que cette œuvre était devenue. Quand le sculpteur lui apprit que l'original s'était très dégradé et avait fini par disparaitre, il lui demanda d'en créer une nouvelle version. L'artiste accepta la demande et réalisa une nouvelle pièce en travertin. Il la présenta en avril 1943 et fit les commentaires suivants :
« En 28 ans, notre évolution et celle du monde font qu'une copie ou la simple reproduction de la première statue ne serait plus convaincante... J'ai donc fait ce travail comme si c'était la première fois... Au cours de mon travail, j'ai eu ces quelques réflexions... Les grands mouvements de pensée se reflètent naturellement dans l'art. Aujourd'hui, les lignes sveltes et gracieuses nous parlent moins. J'ai essayé de faire des formes plus massives et plus fortes. Le personnage se plie plus et son fardeau est plus lourd ».
Le président fut déçu par le résultat. La statue ne correspondait pas à ses souvenirs et à ce qu'il souhaitait. Il décida de la faire placer dans un secteur isolé de Hyde Park, où elle fut redécouverte en 1987. Une fois identifiée, elle a été à nouveau dissimulée derrière une rangée d'arbres, conformément aux souhaits de Roosevelt.

### L'exposition internationale du Golden Gate

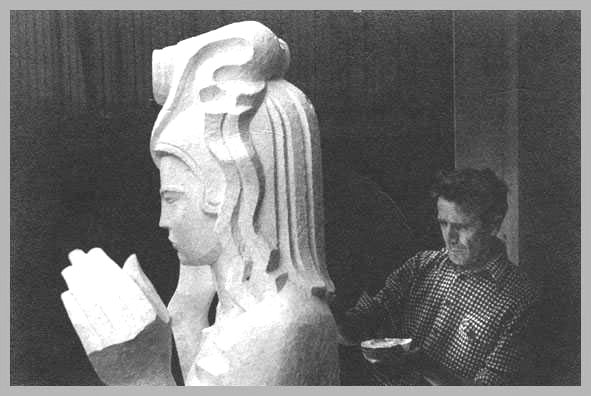
Ralph Stackpole travaillant sur un modèle de la statue Pacifica

L'Exposition internationale du Golden Gate est une foire internationale qui s'est déroulée en 1939 et 1940 à Treasure Island, entre San Francisco et Oakland. À l'occasion de cet évènement, Pflueger est parvenu à faire attribuer à Stackpole une importante commande artistique. L'artiste a travaillé sur un projet de 24 mètres de haut qu'il nomma « Pacifica ». Cette sculpture faite d'un squelette de métal et de stuc est devenue le phare de l'exposition. En novembre 1938, Pacifica était déjà prête pour l'appareil photo d'Alfred Eisenstaedt, le photographe de Life. Le magazine n'hésita pas à annoncer qu'il s'agissait de l'œuvre la plus monumentale de Stackpole, il ajouta que cette figure féminine avait une allure paisible, contemplative, presque priante et qu'elle n'était installée là que temporairement. La sculpture héroïque fut placée devant un grand « rideau de prière » de 30 m de haut incrusté de cabochons en acier en forme d'étoile qui bruissaient dans le vent. La nuit, des lumières aux intenses couleurs orange et bleues teintaient le rideau, alors que Pacifica, l'image de la paix, s'illuminait en blanc. En deux ans, 16 millions de visiteurs sont venus voir l'exposition. Quand l'évènement fut terminé, Stackpole proposa que la sculpture soit refondue dans une matière plus pérenne, comme de l'acier, de la pierre ou du béton, et qu'elle soit installée sur une île de la baie de San Francisco, par exemple Alcatraz ou Angel Island, un peu comme la statue de la Liberté dans le port de New York. Cette proposition n'a pas été sérieusement étudiée par les autorités qui étaient accaparées par les menaces de guerre en Asie et en Europe. La sculpture et la plupart des bâtiments de l'exposition ont été dynamités en 1942 et la marine américaine a utilisé l'île comme base pendant la Seconde Guerre mondiale

## Période française
Au début des années 1940, Stackpole quitta le CSFA pour se consacrer à l'enseignement particulier. En avril 1945, il dirigea un cours de sculpture à la California Labour School, un organisme marqué à gauche prônant l'égalité des droits pour les travailleurs. De 1941 à 1945, il a siégé à la Commission américaine des beaux-arts, c'était le premier membre de la commission à venir de la côte ouest.
En 1949, Stackpole partit en France ; il s'installa à Chauriat, un village d'Auvergne d'où son épouse Ginette était originaire. Là-bas, son art devint moins figuratif et plus abstrait, tant pour la sculpture que pour la peinture. Il conserva une importante correspondance avec ses vieux amis de San Francisco, notamment Helen Salz. Celle-ci disait que ses lettres étaient dépourvues de toute considération sur la sculpture, la peinture ou les projets sur lesquels Stackpole avait pu travailler. Au lieu de ça, il parlait de ses découvertes musicales ou de ses rencontres avec différentes personnes. Salz acheta un buste du poète George Sterling réalisé par Stackpole et en fit don à l'université de Californie en 1955-1956, pour qu'il soit exposé au Dwinelle Hall. Au début de 1964, Stackpole s'est rendu à San Francisco pour voir sa famille et il a appelé son vieil ami Kenneth Rexroth. Dans sa chronique du journal San Francisco Examiner, Rexroth a écrit qu'il avait déjeuné avec la famille Stackpole et a rappelé à ses lecteurs que l'homme était connu « depuis 20 ans ou plus [comme] le plus grand artiste de San Francisco ».
Stackpole est mort en France en 1973 et sa femme s'est éteinte en 1978.
Plusieurs sculptures, peintures et dessins de l'artiste ont été détruits lors du grand incendie d'Oakland en 1991 quand le feu a ravagé la maison de Peter Stackpole. Quelques objets ont pu être sauvés par un voisin nommé Floyd Winter.

## Quelques œuvres
- 1915 - Vénus, Autel de l'inspiration, Palais des beaux-arts[37]
- 1927- William Coleman Memorial Fountain, Sacramento, Californie
- 1928–1932 - Sculptures taillées dans le granit de Yosemite[38] de la Bourse de San Francisco (301 Pine) et de la Tour (155 Sansome) comprenant Bountiful Earth [39] (également connue sous le nom de Mother Earth [2] et Agriculture[38]) et Industrie (1931)[19],[40] (également connu sous le nom de Man and His Invention [2] )
- 1930 - Panneaux de plafond de l'avant-scène du Paramount Theatre d'Oakland [13]
- 1934 - Peintures murales de la Coit Tower : Industries of California (moitiés gauche et droite)[40]
- 1938-1939 - Sculpture de l'Exposition internationale du Golden Gate[4], comprenant l'incarnation héroïque de l'Exposition, statue Pacifica haute de 24 m[41]

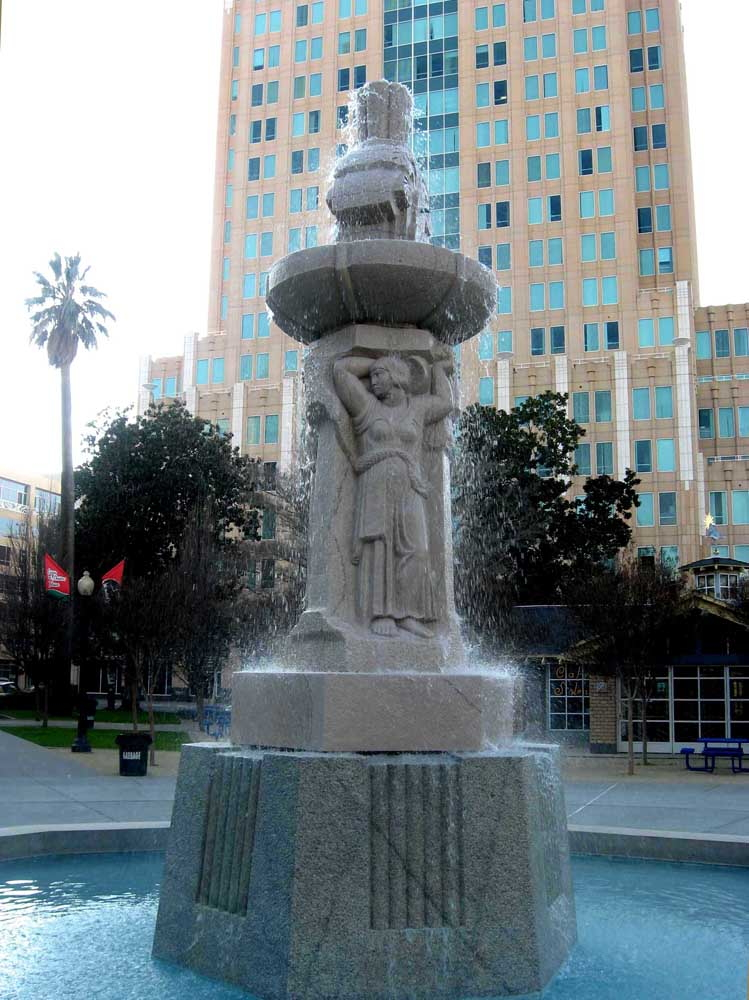
Fontaine William Coleman Memorial, Sacramento
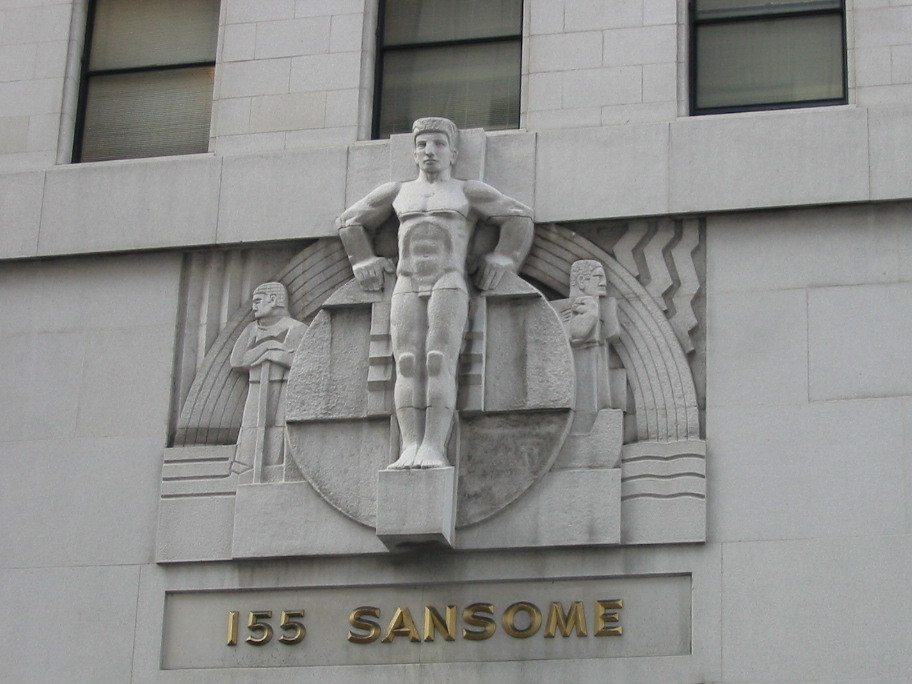
Les figures héroïques de Stackpole ont été sculptées sur place avec un échafaudage placé au-dessus de l'entrée de la tour de la Bourse
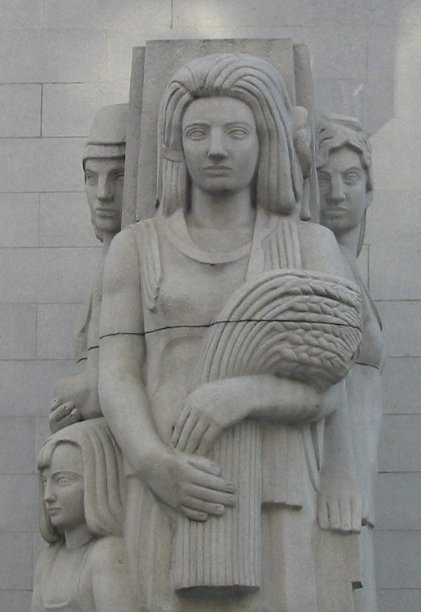
Détail de « Bountiful Earth » (1932). Cette œuvre et deux autres groupes de sculptures de Stackpole ont été inaugurés à l'extérieur de la Bourse de San Francisco le 31 décembre 1932
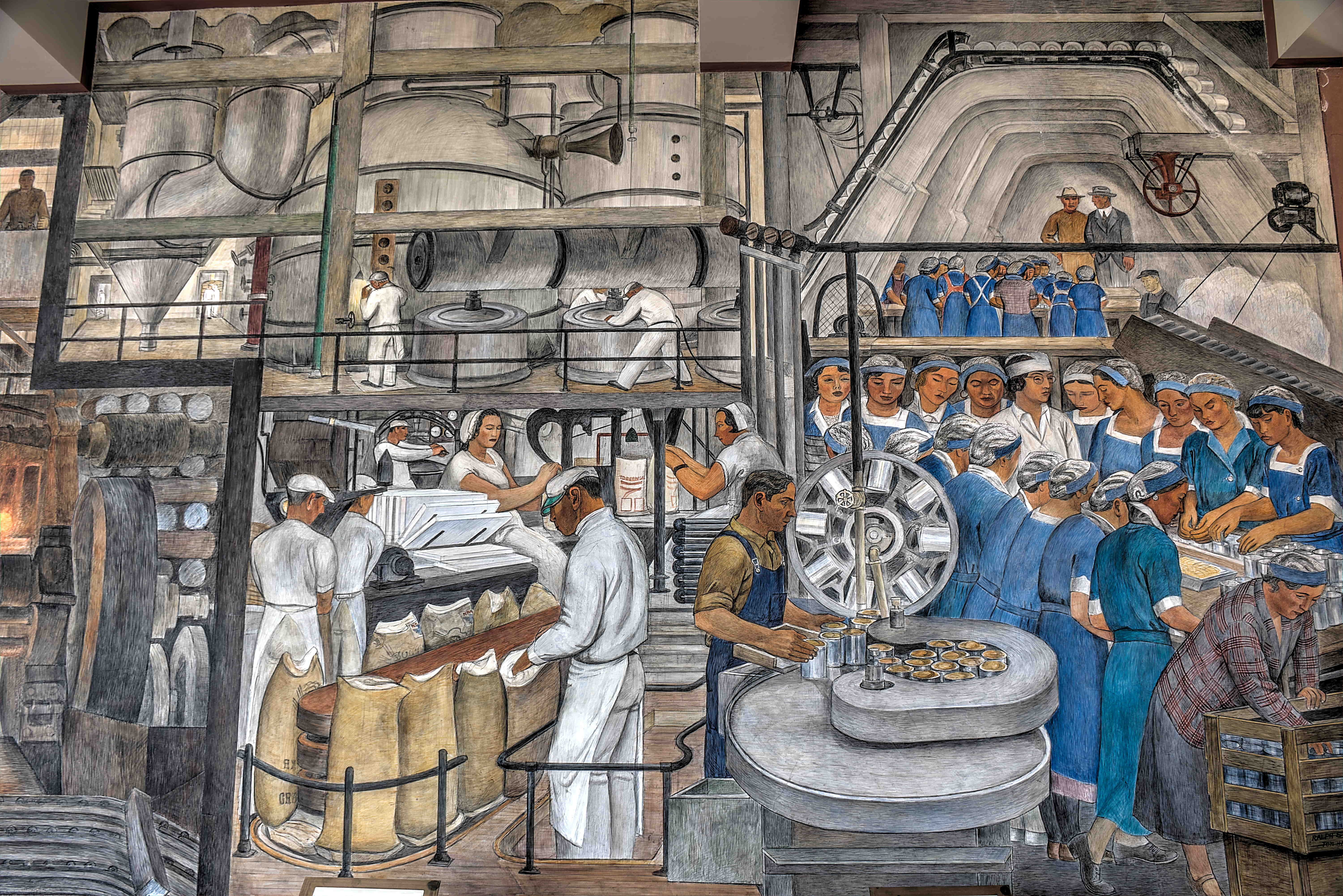
Industries of California peinture murale à la Coit Tower